# Schefflera simplicifolia
Schefflera simplicifolia är en araliaväxtart som beskrevs av Elmer Drew Merrill. Schefflera simplicifolia ingår i släktet Schefflera och familjen araliaväxter.
Artens utbredningsområde är Filippinerna. Inga underarter finns listade.